# ゴールドブライアーズ
ゴールドブライアーズ（The Goldebriars）は、1960年代初頭のアメリカのフォークカルテットであり、若き日のカート・ベッチャーがギタリストおよびボーカリストとして参加したことで知られる。
このグループには、ドッティとシェリのホルムバーグ姉妹も含まれており、ロン・ニールソンがリード・ギタリスト兼バンジョー奏者であった。

## キャリア
彼らは1964年にエピック・レコードで2枚の無名のアルバムをレコーディングした後、ドラマーのロン・エドガーをラインナップに加えた。彼らは1964年後半にサード・アルバムをレコーディングした。この提案されたアルバムからのシングル「ジューン・ブライド・ベイビー」b/w「アイム・ゴナ・マリー・ユー」が1965年初めにリリースされたが、グループはその後解散し、アルバムは未発表だった（2006年にソニー・ミュージック・ダイレクトより発売）。
ベッチャーは、レコード・プロデューサー、ソングライター、ミュージシャンとして活動を続け、最終的にザ・ミレニウムを率いた。 サンデイズド・ミュージックが1960年代半ばに録音したデモのアルバム「Sometimes Happy Times」をリリースしたとき、ドッティ・ホルムバーグを除いて、他の人は誰も関知していなかった。 "I Sing My Song"は、後にサジタリウスの2枚目のアルバムに収録される事になる。彼女はまた、グループ専用のウェブサイトを維持しており 、「イゼベルに何が起こったのか?」というタイトルのグループに関する電子ブックを発行している。 .
2015年にNow Soundsから、ゴールドブライアーズのエピック・レコードの素材と追加のデモを収録したコンピレーション CD が発行された。 30トラックのコレクションはスティーブ・スタンレーがプロデュースし、カート・ベッチャーの研究者であるドーン・エデン・ゴールドスタインがライナーノーツを書いた 。

## ディスコグラフィー

### シングル
- 「Your Special Introduction to the Goldebriars」 (7" シングル)
- 「Pretty Girls and Rolling Stones」(Boettcher/Neilson) b/w 「Shenandoah」 (trad. arr. ) Epic 9673 (7" シングル)
- 「Castle on the Corner」 (Goldsteinn) b/w 「I've Got to Love Somebody」 (trad. arr.) (Epic 9719 (single))
- 「June Bride Baby」 (Goldsteinn/Ross) b/w 「I'm Gonna Marry You」 (Goldsteinn) (Epic 9806 (single))

### アルバム
- 『ゴールドブライアーズ』(アルバム、Epic LN 26087)
- 『ストレート・アヘッド！』 (アルバム、Epic BN 26114 (ステレオ)、LN 26114 (モノラル))
- 『クライミング・スターズ』 (2006年9月20日にリリースされた未発表の3rdアルバムのCDリリース、Sony Music Direct、日本)